# Революционное движение Сияющий путь Венесуэлы
Революционное движение Сияющий путь Венесуэлы (исп. Movimiento Revolucionario Sendero Luminoso Venezuela) — венесуэльская леворадикальная партизанская организация боливаристско-геваристского толка. Появилась в августе 2005 г.

## Название и знамя
Название Сияющий путь Венесуэлы взял от Коммунистической партии Перу — Сияющий путь, маоистской партизанской организации основанной Абимаэлем Гусманом. Название было взято по аналогии с перуанским «Сияющим путём» из работы Хосе Карлоса Мариатеги и из уважения к опыту борьбы этой организации, хотя никаких связей, в том числе идеологических, между венесуэльцами и перуанцами не существует.
Синий цвет означает свободу, жёлтый — народные богатства, их разделение в форме латинской буквы V означает как победу (от исп. Victoria), так и название страны. Две винтовки — символ вооружённой борьбы за идеалы человеческого освобождения путём боливарианизма и геваризма.

## Происхождение
Всевозрастающая преступность, наркотрафик и невнимание к этим проблемам со стороны администрации штата Карабобо, а также несколько убийств туристов, совершенных летом 2005 г., стали причиной возникновения в городе Пуэрто-Кабельо вооружённого отряда самообороны. В состав отряда вошли мужчины и женщины старше 18 лет, придерживающиеся боливаристских и геваристских взглядов.